# Peptyd YY
Peptyd YY (PYY) – neuropeptyd anoreksygeniczny, pobudza neurony w obszarze jądra łukowatego do uwalniania w ośrodku sytości proopiomelanokortyny (POMC), hormonu alfa-melanotropowego (alfa-MSH) oraz układu CART (cocaine and amphetamine regulated transcript – układ regulowany kokainą i amfetaminą) powodujące uczucie sytości i zanik apetytu.
Peptyd YY został po raz pierwszy wyizolowany i opisany przez Tatemoto i Mutta w roku 1980, z górnego odcinka jelita cienkiego świń. Z uwagi na duże podobieństwo do peptydu trzustkowego (PP), peptyd YY, podobnie jak neuropeptyd Y (NPY), zostały włączone do jednej rodziny peptydów. W 1985 roku Andrews wraz ze współpracownikami wyizolowali podobny do PYY peptyd u żabnicy. Inne homologi PYY znaleziono w wyspach trzustkowych u ryb z rodziny głowaczowatych (Cottus scorpius) jak i w jelitach europejskich żab pospolitych. Kolejne lata przyniosły szybki rozwój badań nad ludzkim PYY.

## Budowa peptydu
PYY to peptyd jelitowy kodowany przez gen zbudowany z 4 egzonów i 3 intronów znajdujący się na chromosomie 17q21, oddalony o 10kb od genu kodującego PP.
Peptyd YY podobnie jak NPY, należy do jednych z najbardziej konserwatywnie zachowanych peptydów, którego struktura pierwszorzędowa nie podlegała istotnym zmianom w toku ewolucji.

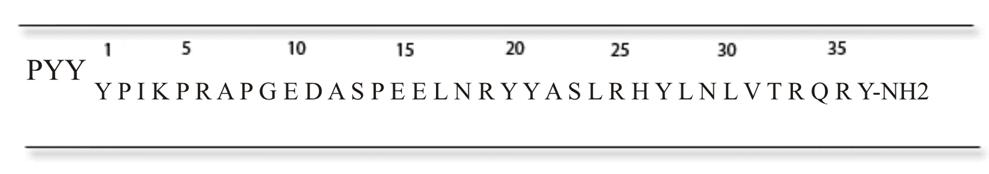
Pierwszorzędowa struktura peptydu YY

Peptyd YY (ang. synonim peptide tyrosine tyrosine) zawdzięcza swą nazwę resztom tyrozynowym na obu, C i N końcach. Podobnie jak NPY i PP posiada charakterystyczną U–kształtną strukturę czwartorzędową, którą  tworzą: II typ helisy proliny zbudowanej z reszt aminokwasowych 1-8 oraz α-helisa utworzona z reszt 15-32. Cztery ostatnie C- końcowe aminokwasy znajdują się w elastycznej pętli.

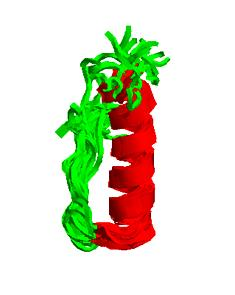
Czwartorzędowa struktura peptydu YY

## Rozmieszczenie w organizmie
PYY syntetyzowany jest głównie w komórkach dokrewnych L dystalnej części jelita czczego, a także przez komórki jelita grubego, odbytnicy oraz jelita krętego. Ziarnistości, w których jest przechowywany i uwalniany, znajdują się u podstawy komórki, w mikroskopie elektronowym widoczne jako stosunkowo duże, okrągłe o jednorodnej gęstości. W jelicie peptyd YY jest prawdopodobnie wspólnie magazynowany i wspólnie wydzielany z glukagonopodobnym peptydem-1 (GLP-1).
Komórki syntetyzujące i wydzielające PYY zostały również znalezione w błonie śluzowej żołądka, u człowieka głównie we wpuście, jako nieliczne w części produkującej kwas solny i zidentyfikowane jako takie same, jak komórki zawierające gastrynę. W mniejszym stopniu immunoreaktywność  o charakterze PYY wykazują również komórki endokrynne trzustki, jak i wybrane neurony ośrodkowego systemu nerwowego, (głównie neurony podwzgórza).

## Enzymatyczne modyfikacje
PYY jest wytwarzany i przechowywany w ziarnistościach w postaci polipeptydu 36 aminokwasowego. W krążeniu dochodzi do jego enzymatycznej modyfikacji. Dwie aminopeptydazy: dipeptydylo-peptydaza-IV (DPP IV) i aminopeptydaza P (APP) zdolne są do odszczepienia od macierzystej formy peptydu, odpowiednio pierwszych dwóch lub pierwszego N-końcowego aminokwasu.
Oba enzymy DPP IV, jak i APP, są egzopeptydazami, selektywnymi dla drugiego N-końcowego aminokwasu. Różnią się natomiast produktem końcowym katalizowanej przez siebie reakcji. DPP IV odszczepia od PYY (1-36) dipeptyd Tyr-Pro, podczas gdy APP jedynie końcową resztę Tyr. Produktem proteolitycznej modyfikacji przez DPP IV jest PYY (3-36), natomiast APP - PYY (2-36). Produkty egzopeptydaz posiadają zróżnicowane powinowactwo do receptorów Y. Peptyd YY (1-36) wykazuje powinowactwo do receptorów Y1, Y4, Y5, forma (3-36) jest selektywnym agonistą receptora Y2. Działanie endopeptydaz: obojętnej endopeptydazy P (NEP) i urokinazowego aktywatora plazminogenu (uPA), znosi całkowicie zdolność powstałych produktów do wiązania z receptorami.
Minimalną wielkość peptydu, wymaganą do aktywacji receptora Y2, stanowi 12 N-końcowych reszt aminokwasów. deaminacja C-końca peptydu YY powoduje utratę powinowactwa do receptorów Y1 i Y2.

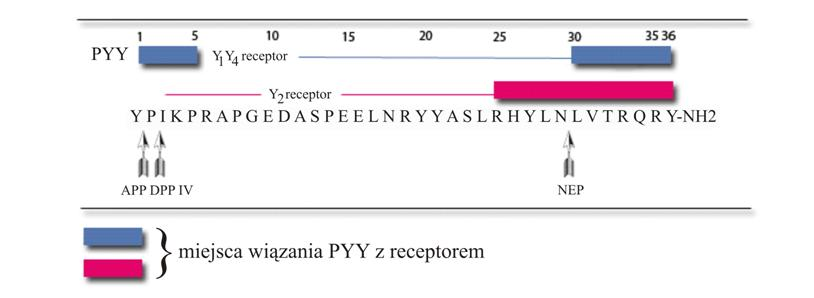
Enzymatyczna modyfikacja PYY. Kolorem zaznaczono miejsca wiązania liganda z receptorem.

## Receptory PYY
Peptyd YY podobnie jak pozostałe peptydy z rodziny NPY, stanowi ligand dla receptorów Y1, Y2, Y4 i Y5, należących do nadrodziny receptorów sprzężonych z białkami G. W przypadku ludzi, gen dla receptora Y6 w wyniku mutacji związanej z przesunięciem ramki odczytu ulega inaktywacji, tworząc tzw. pseudogen. Receptor Y3 u ludzi nie został do tej pory zidentyfikowany. 

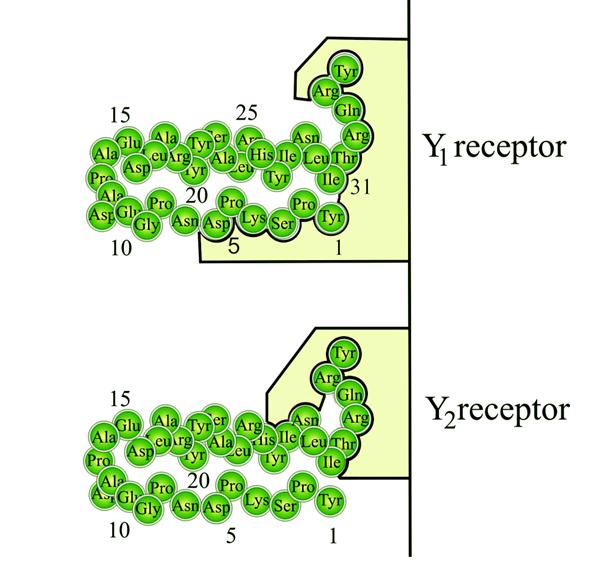
Wiązanie peptydu YY (1-36) z podtypami receptora Y

Receptor Y1, podobnie jak Y4, wiąże oba końce PYY, zarówno C jak i N, Y2 natomiast tylko C-koniec. Peptyd YY (3-36), powstały w wyniku delecji N-końcowych reszt  Tyr-Pro, jest swoistym agonistą dla receptora Y2.

## Uwalnianie peptydu YY
Uwalnianie peptydu YY z komórek endokrynnych L regulowane jest poprzez receptory sprzężone z białkami G na drodze kilku mechanizmów. Wydzielanie PYY występuje już na początku posiłku, jeszcze zanim treść pokarmowa dotrze do jelit, co związane jest prawdopodobnie  mechanizmem nerwowym. 
W dalszym etapie wydzielanie hormonu uzależnione jest od rodzaju treści pokarmowej i jest proporcjonalne do jego kaloryczności. Znacznie większy po posiłkowy wzrost stężenia peptydu uzyskujemy w przypadku pokarmów tłuszczowych, w porównaniu z pokarmami o takiej samej kaloryczności, ale białkowymi lub węglowodanowymi. Stężenie PYY wzrasta, osiągając plateau po upływie 1-2 godzin po przyjęciu pokarmu i pozostaje podwyższone do 6 godzin. 
Wydzielanie peptydu YY podlega również mechanizmowi autoregulacji. Razem z PYY z komórek endokrynnych uwalniany jest GLP-1. U części osób, infuzja GLP-1 powoduje zahamowanie sekrecji obu peptydów (down-regulation), co sugeruje obecność ujemnego sprzężenia zwrotnego pomiędzy GLP-1 a komórkami L.

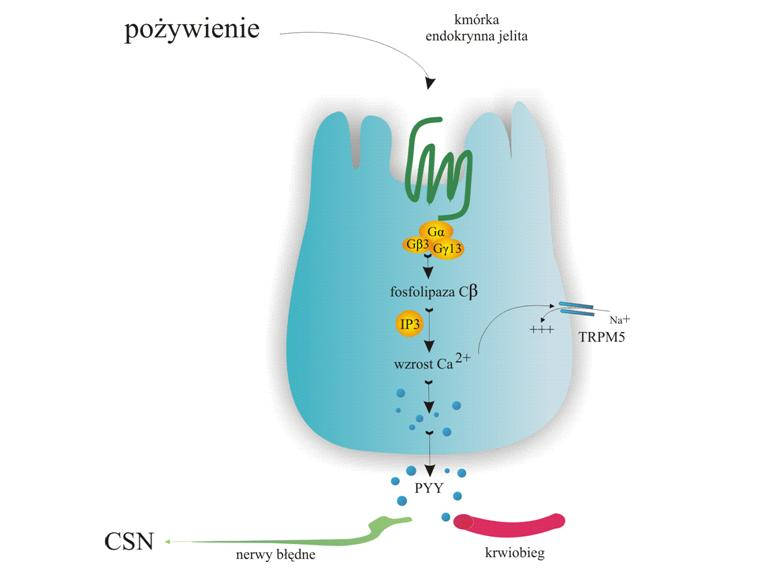
Przekazywanie sygnałów przez komórki endokrynne jelita (komórki L) po stymulacji pożywieniem. Sygnał przekazywany jest dzięki: receptorom sprzężonych z białkami G, izoformom białek G (Gαgustducyna, Gβ3, Gγ13), fosfolipazie Cβ2 i kanałom TRPM5 dla jonów jednowartościowych aktywowanych przez Ca2+ i IP3. Ostateczną drogą aktywacji receptorów jest wewnątrzkomórkowy wzrost stężenia Ca2+ i uwolnienie hormonu sytości

## Znaczenie fizjologiczne
Zarówno PYY(1-36) jak i PYY(3-36) biorą udział w regulacji czynności przewodu pokarmowego, nerek i układu naczyniowego. Występujący w krążeniu w formie (3-36) peptyd YY, zmniejsza łaknienie poprzez hamowanie motoryki jelit i opróżniania żołądka, hamuje stymulowane przez pentagastrynę wydzielanie soku żołądkowego. Hamuje głowową fazę sekrecji egzokrynnej trzustki. Bodźce przekazywane są aferentnymi włóknami nerwu błędnego oraz poprzez interakcję z receptorami humoralnymi podwzgórza. Alternatywną drogą regulacji wydzielania trzustkowego jest mechanizm hamowania czynności egzokrynnej na drodze inhibicji wydzielania cholecystokininy.
Wpływ na sekrecję insuliny jest nie do końca poznany. Wiadomo, iż infuzja PYY znosi zależne od glukozy wydzielanie tego hormonu.
W organizmie PYY pełni również rolę czynnika wazokonstrykcyjnego. Infuzja peptydu powoduje znaczący wzrost zarówno skurczowego, jak i rozkurczowego ciśnienia krwi: odpowiednio o 8,6 mmHg i 10,9 mmHg. Poposiłkowy wzrost PYY powoduje 10% spadek wartości współczynnika filtracji kłębuszkowej, 30% spadek osoczowego poziomu reniny i 30% wzrost wydzielania sodu.
Z uwagi na to, iż PYY jest inhibitorem kompleksu czynnika transkrypcyjnego NF-kB (Nuclear Factor – κ), będącego centralnym mediatorem stanu zapalnego, wpływa hamująco na proces zapalny, podobnie jak i na aktywację komórek układu immunologicznego. Liczne badania prowadzone nad ostrym stanem zapalnym trzustki wskazują na korzystne działanie PYY w przebiegu zapalenia trzustki. Główną rolę w zapaleniu trzustki odgrywa aktywacja przez TNF- α: NF-kB, białek SMAD i receptorów jądrowych PPAR. Uważa się, iż peptyd YY, osłabiając ekspresję tych białek, hamuje proces zapalny.
Fizjologiczna rola PYY(1-36) i PYY(3-36)
- żołądek:

hamowanie sekrecji kwasu solnego
hamowanie opróżniania żołądka
- trzustka:

hamowanie czynności egzokrynnej
hamowanie sekrecji insuliny trzustkowej
- jelito cienkie i okrężnica:

hamowanie wydzielania jonów chlorkowych do światła jelita i okrężnicy
hamowanie perystaltyki jelit
wydłużenie pasażu treści pokarmowej na drodze: jama ustna-jelito ślepe
- nerka:

obniżenie współczynnika filtracji kłębuszkowej
hamowanie uwalniania reniny
promocja poposiłkowej natiurezy
- układ naczyniowy:

działanie wazokonstrykcyjne
wzrost ciśnienie skurczowego i rozkurczowego
- apetyt i kontrola wagi:

PYY(1-36): pobudzenie apetytu, przyrost wagi
PYY(3-36): zahamowanie apetytu, spadek wagi

## Mechanizm działania
Obie formy peptydu (1-36), jak i (3-36) posiadając zdolność przechodzenia przez barierę krew-mózg wykazują obok działania obwodowego, działanie ośrodkowe, odgrywając istotną rolę w kontroli przyjmowania pokarmu (oś jelitowo-mózgowa). 
Miejscem docelowym działania dla tych peptydów jest jądro łukowate (ARC) w obrębie podwzgórza. Stanowi ono skupisko różnych populacji neuronów, z których dwa typy odgrywają istotną rolę w mechanizmie działania PYY. Pierwszy z nich to neurony zawierające NPY i AgRP (Agouti-Related Protein). Drugi rodzaj to neurony zawierające CART, peptyd podlegający transkrypcji pod wpływem kokainy lub amfetaminy (cocaine- and amphetamine - regulated transcript - CART) i proopiomelanokortynę (POMC), której produktem po proteolitycznej obróbce jest hormon melanotropowy – α MSH.
Peptyd NPY, podobnie jak AgRP, pobudza uczucie głodu. Pierwszy w wyniku zmniejszenia ekspresji genu dla POMC, drugi poprzez hamowanie wiązania α-MSH z receptorem MC4R. Peptyd YY(3-36) po przekroczeniu BBB łączy się jako selektywny agonista z presynaptycznymi receptorami Y2 neuronów ARC, w wyniku czego dochodzi do zahamowania ekspresji NPY i AgRP. Aktywacji ulega natomiast tor związany z POMC (α-MSH) i CART. α-MSH (produkt POMC) w przeciwieństwie do AgRP jest agonistą receptorów dla melanokortyny MC3R, MC4R w obrębie jądra przykomorowego podwzgórza (paraventricular nucleus-PVN), prowadząc do uczucia sytości, zahamowując tym samym potrzebę przyjęcia pokarmu.
W przeciwieństwie do PYY(3-36), forma (1-36) powoduje wzrost ekspresji NPY/AgRP w podwzgórzu oraz stymuluje Układ współczulny, czego efektem jest wzrost ilości przyjmowanego pokarmu. 

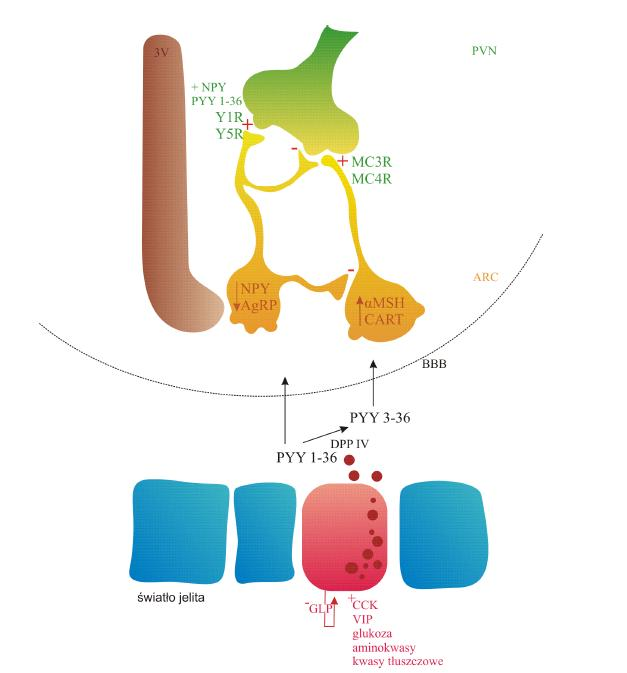
Mechanizm działania PYY. ARC – jądro łukowate, PVN - jądro przykomorowe podwgórza, 3V - komora III, BBB – bariera krew-mózg, M3CR, M4CR – receptory dla melanokortyny.